# Vanuatujufferduif
De vanuatujufferduif (Ptilinopus tannensis) is een vogel uit de familie Columbidae (duiven). Deze soort is endemisch op Vanuatu, een eilandengroep die behoort tot Melanesië in het westelijk deel van de Grote Oceaan. 

## Kenmerken
De vogel is 28 tot 30 cm lang. Deze duif is overwegend groen gekleurd. De kop en vooral het voorhoofd is donker geelgroen; dit geelgroen gaat in de rest van het verenkleed geleidelijk over in donkergroen. De veren van de vleugels hebben lichte vlekken. In zit zijn deze vlekken zichtbaar als gele stippels op de onderrand van de vleugel en als zilverkleurige vlekjes op de schouder. Ook op de onderbuik en onderstaartdekveren zijn gele vlekken. De snavel is blauwachtig en de poten zijn donkerrood.

## Verspreiding en leefgebied
Deze soort is endemisch op de meeste van de eilanden van Vanuatu. De wetenschappelijke naam verwijst naar het eiland Tanna, maar de soort is ook betrekkelijk algemeen op de andere eilanden. Zo wordt de dichtheid in het natuurgebied Loru op Espiritu Santo geschat op 14 individuen per km2. Deze jufferduif komt voor in verschillende bostypen zoals ongerept regenwoud, maar ook secundair bos, oude boomgaarden, parkachtig landschap, aangeplant bos en grote tuinen en hellingbos in bergachtig gebied tot 1500 m boven zeeniveau.

## Status
De vanuatujufferduif heeft een ruime verspreiding binnen deze eilandengroep, daardoor is de kans op de status  kwetsbaar (voor uitsterven) gering. De grootte van de wereldpopulatie is niet gekwantificeerd. Deze jufferduif gaat wel in aantal achteruit door habitatverlies. Echter, het tempo wordt op lager dan 30% in tien jaar geschat (minder dan 3,5% per jaar). Om deze redenen staat deze jufferduif als niet bedreigd op de Rode Lijst van de IUCN.

## Afbeelding
- Foto